# ايل دو فرانس (غنم)

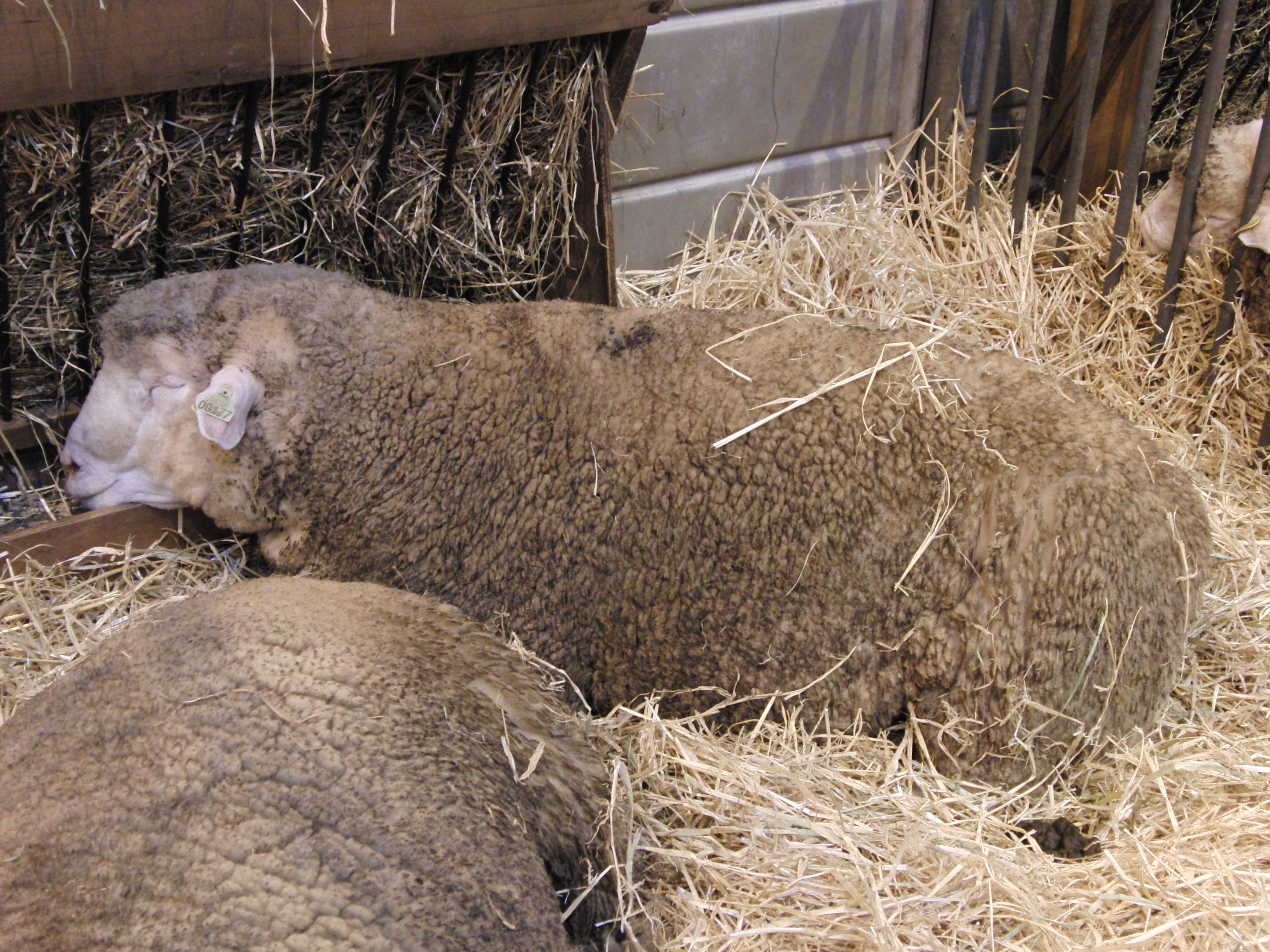

اٍيل دو فرانس (بالفرنسية: Île-de-France)‏ هي سلالة غنم ظهرت في منطقة إيل دو فرانس مع نهاية القرن 19 نتيجة مصالبة بين سلالتي ميرينو رامبوييه و ديشلي ليسيستر.
تم اٍنتاج هذه السلالة في الحظيرة الوطنية برامبوييه عام 1840 و تجتمع بها العديد من الخصائص: الشكل الجيد، التكاثر (ولودة)، منتجات جيدة من الألبان ، صوف ذو نوعية عالية. بالإضافة إلى ذلك فهي متكيفة إلى حد كبير مع ظروف التربية المتنوعة : الحضائر ، نصف الحر و الحر.
هذه السلالة متعددة الفوائد، قادرة على اٍنتاج اللحوم و الصوف، وهي مستغلة كسلالة نقية و هجينة.
تعدادها في فرنسا حوالي 250000 نعجة. تربى هذه السلالة في شمال ووسط فرنسا: پيكاردي، شامپان - أردان، بورغندي و سانتر.
تم تصدير هذه السلالة اٍلى العديد من البلدان بعد الحرب العالمية الثانية، و هي بذلك توجد في أكثر من 32 دولة حول العالم.